# Джеймс Лиля
Джеймс Фредерик Лиля (на английски: James Frederick Lilja) е американски гинеколог и музикант от района на Лос Анджелис, може би най-известен като първоначалния барабанист на американската пънк рок група Офспринг между 1984 и 1987 година.

## Кариера като музикант
Лиля се присъединява към групата Маник Субсидал (Manic Subsidal) през 1984 г., които в крайна сметка променят името си на Офспринг през 1986 година. Лиля свири на първите демо записи на групата през 1986 г. По-късно същата година, Лиля свири на пилотния сингъл на групата, „I'll Be Waiting, издаден през Black Label Рекърдс. Лиля също помага за текста на песента Beheaded, в дебютния албум на групата, The Offspring (1989). Мястото на Лиля в групата е заместено от Рон Уелти през 1987 г., който е само на 16 години по това време.